# Хадаев, Ахурбек Хасанович
Ахурбек Хасанович Хадаев (5 сентября 1931, Вакац, Ирафский район — 18 июля 2013, Махческ, Северная Осетия) — механизатор колхоза имени Калинина Ирафского района Северо-Осетинской АССР, полный кавалер ордена Трудовой Славы (1986).

## Биография
Родился в 1931 году в селе Вакац Северо-Осетинской автономной области Северо-Кавказского края, (ныне Ирафского района Республики Северная Осетия) в крестьянской семье. Осетин. Окончил 8 классов.
В 1952—1954 годах проходил службу в Советской Армии.
После возвращения домой окончил школу механизации сельского хозяйства в селе Чермен Пригородного района Северо-Осетинской АССР. С 1956 года работал трактористом Комсомольской машинно-тракторной станции (МТС) в селе Сурх-Дигора Дигорского района.
С 1958 года, после расформирования МТС, работал в колхозе имени Калинина, сначала бригадиром тракторной бригады в родном селе Вакац, а с 1964 года — трактористом в селе Махческ. Член КПСС с 1963 года.
В 1968—1973 годах работал трактористом Ирафского дорожного ремонтно-строительного управления в селе Чикола. С 1973 года, вернувшись в колхоз имени Калинина, продолжал работать в нём механизатором. Механизированный отряд, членом которого был Хадаев, систематически добивался высоких конечных результатов.
Указами Президиума Верховного Совета СССР от 23 декабря 1976 года и 13 марта 1981 года награждён орденами Трудовой Славы 3-й и 2-й степеней соответственно.
Пятилетний план 11-й пятилетки (1981—1985) по продаже государству зерна был выполнен коллективом за три года. Урожайность зерновых в отряде была на 10,9 центнеров выше среднего показателя по колхозу. Уровень рентабельности производства составил 26 процентов.
Лично Хадаев при средней выработке на один эталонный трактор 1612 гектаров и средней себестоимости одного эталонного гектара 5 руб. 48 коп. добился результата соответственно 2172 гектара и 4 руб. 78 коп.
Указом Президиума Верховного Совета СССР от 29 августа 1986 года за успехи, достигнутые в выполнении заданий одиннадцатой пятилетки и социалистических обязательств по производству и переработке сельскохозяйственной продукции, Хадаев Ахурбек Хасанович награждён орденом Трудовой Славы 1-й степени. Стал полным кавалером ордена Трудовой Славы.
Жил в селе Махческ Ирафского района республики Северная Осетия.

## Награды и звания
Награждён орденами Трудовой Славы 1-й, 2-й, 3-й степеней: 3 ст. 23.12.1976 № 233202
2 ст. 13.03.1981 № 9999
1 ст. 29.08.1986 № 545
- Медаль «За трудовую доблесть»
- медалями[1].
- Удостоен звания «Заслуженный механизатор Северо-Осетинской АССР»[1].